# Erreichbarkeitskarte

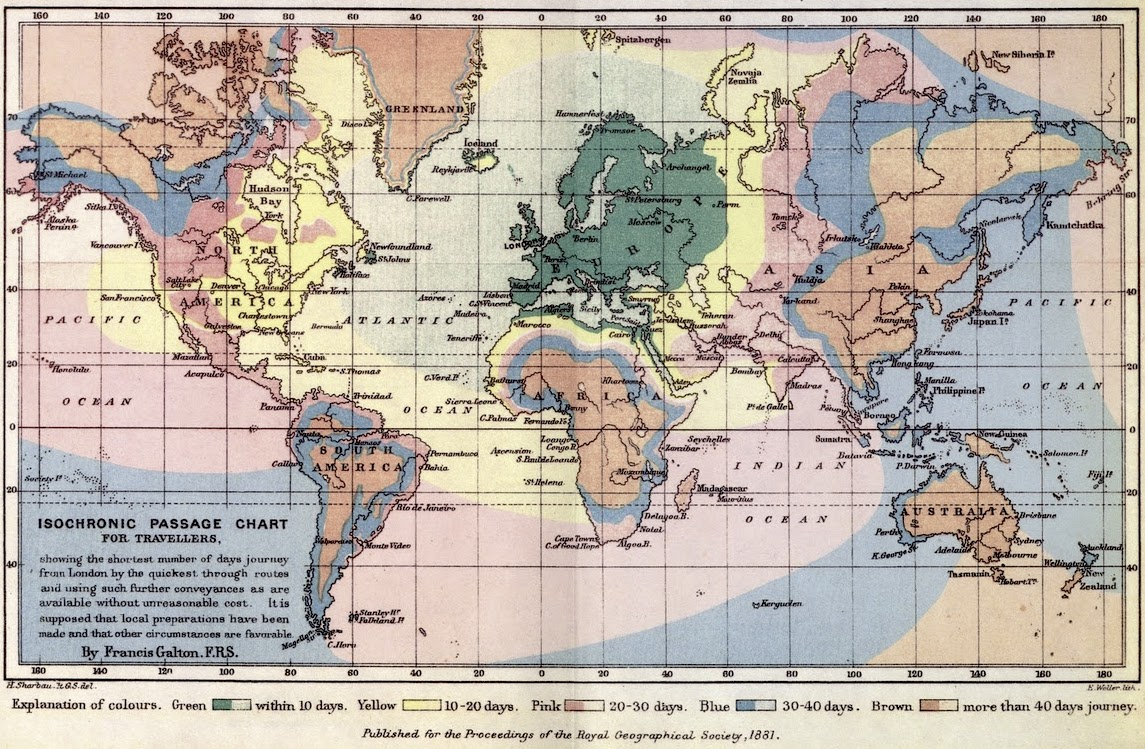
Weltkarte mit den Reisezeiten von London aus in Tagen (1881)

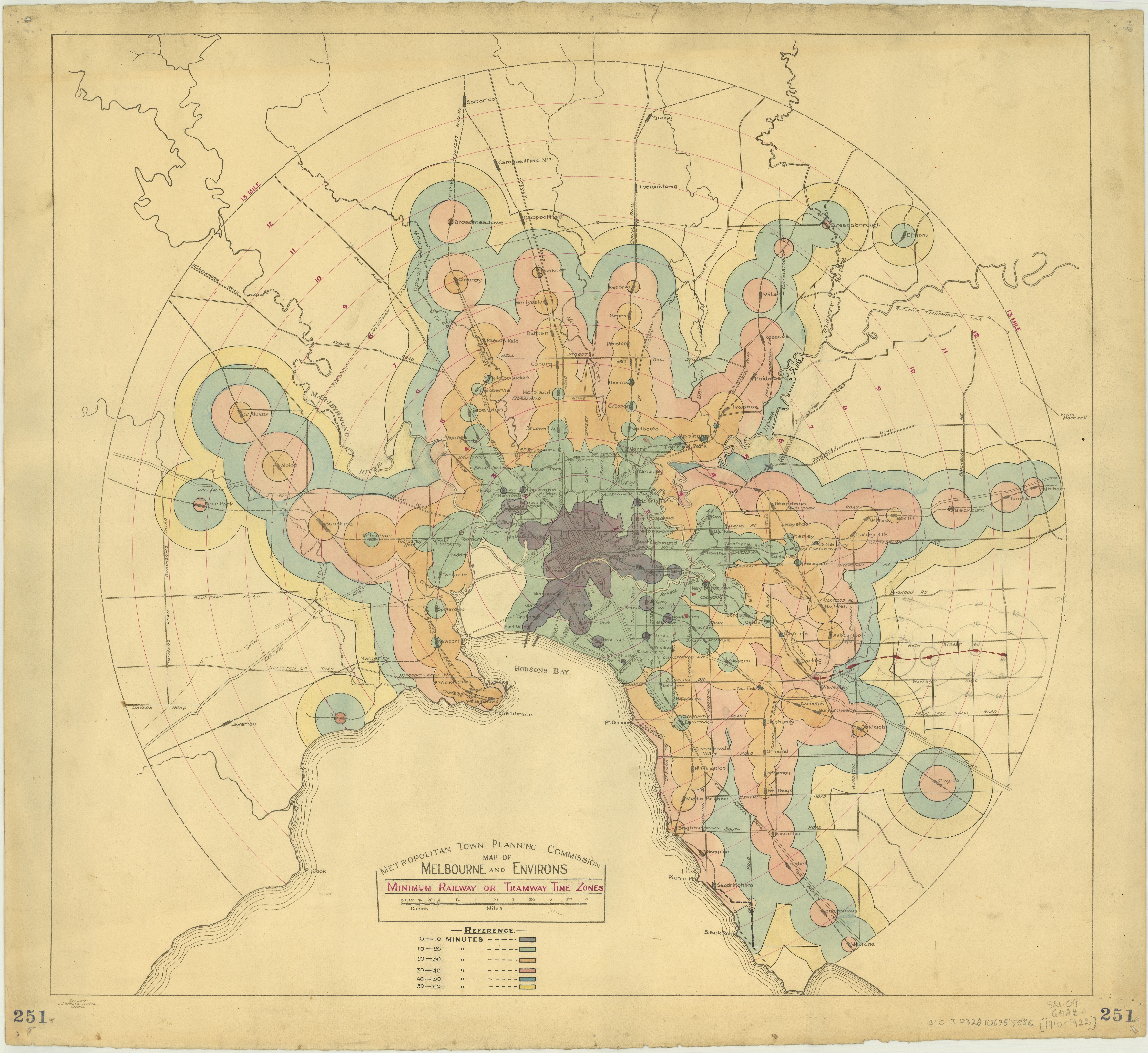
Erreichbarkeitskarte von Melbourne – Wie weit kommt man vom Stadtzentrum aus mit Zug und/oder Straßenbahn innerhalb von 60 Minuten? (1910–1922)

Eine Erreichbarkeitskarte ist eine maßstäbliche, kartenbasierte Darstellung der Erreichbarkeit (Verkehr) eines Standorts in Bezug auf das ihn umgebende Gebiet mittels Isochronen. Mit „erreichen“ wird dabei im Allgemeinen das Vorhandensein eines Wegs bzw. einer Route bezeichnet.

## Erreichbarkeit
Der Begriff Erreichbarkeit bezieht sich in seiner grundlegenden Form auf die Feststellung, ob zwei räumliche Positionen auf irgendeinem zulässigen Weg miteinander verbunden sind. Als zulässige Wege kann zum Beispiel das Netz aller öffentlichen Straßen definiert sein. Durch Festlegung und Einschränkung der „zulässigen Wege“ sowie durch deren Qualifizierung (z. B. notwendige Reisezeit) können unterschiedliche Fachaussagen generiert und in Erreichbarkeitskarten dargestellt werden. Beispielsweise wird durch Festlegen einer maximalen Reisezeit (z. B. 30 Minuten) zu einem Standort (z. B. Bahnhof) und einer Fortbewegungsform (z. B. zu Fuß) in einer entsprechenden Erreichbarkeitskarte sichtbar, was ein Reisender bei einem Aufenthalt mit dieser Zeitvorgabe potentiell besuchen könnte.

## Erreichbarkeitsermittlung
Die Ermittlung der Erreichbarkeit eines gegebenen Gebiets erfolgt im Allgemeinen durch ungerichtete Suche innerhalb eines gegebenen Wegenetzes (im Gegensatz zur gerichteten Suche im Routing). Das heißt, zu einer ausgewählten räumlichen Position werden zu allen anderen räumlichen Positionen Routen gebildet und bewertet. Es ist also nicht das Ziel, eine einzelne optimale Route zwischen zwei räumlichen Positionen zu ermitteln.
Das Wegenetz kann Straßennetze, öffentliche Transportnetze, Fußgängerwege, Bahnverbindungen, Luftverkehrsverbindung etc. beinhalten. Die Berechnung mit Berücksichtigung der Reisezeit kann auch multimodale Bewegung (z. B. zu Fuß, mit dem Fahrrad, mit dem privaten PKW, mit ÖPNV etc.) in hybriden Wegenetzen (Multimodaler Verkehr) berücksichtigen.
Siehe auch: Erreichbarkeit (Verkehr)

## Verwendung
Erreichbarkeitskarten sind grundlegende Informationen zur Ermittlung und Bewertung von räumlichen Gebieten (Geospatial Analysis) in Hinblick auf räumliche Bewegung (bzw. räumliche Mobilität) und räumliche Anbindung. Sie bilden Grundelemente in Motion Intelligence-Lösungen.
Sie erlauben zum Beispiel eine Bewertung eines Standorts, in dessen Umgebung zeitlich innerhalb einer gegebenen Schranke bestimmte Objekte aufgesucht werden müssen. Beispielsweise kann so bei der Auswahl eines Standorts für ein Ladengeschäft ermittelt werden, ob bestimmte andere konkurrierende Ladengeschäfte fußläufig innerhalb von 15 Minuten in der Nähe liegen. Weiter kann beispielsweise die „Familienqualität“ einer Wohnung ermittelt werden, in dem das Vorhandensein bestimmter Einrichtungen (z. B. Kindergarten, Kinderarzt, Schule, Freiflächen) ermittelt und zu einem Maß für die Standortqualität transformiert wird.
Erreichbarkeitskarten finden z. B. auch im Bereich des öffentlichen Personennahverkehrs Einsatz („travel time maps“ bzw. Reisezeitkarten oder Isochronenkarten), insbesondere zur Beurteilung von Verbindungs- und Reisemöglichkeiten (s. Abbildung).
Erreichbarkeitskarten lassen sich auch dazu einsetzen, wegenetz- und fortbewegungsmittelspezifische Aussagen über ein Gebiet zu erhalten. Beispielsweise kann das Wegenetz auf fahrradgeeignete Wege eingeschränkt werden, um ein Gebiet in Hinblick auf seine entsprechende Freizeiteignung zu klassifizieren.